# Thomas Shardelow
Thomas Shardelow   (Durban, 11 de novembre de 1931 - Ciutat del Cap, 3 de juliol de 2019) va ser un ciclista sud-africà que va córrer durant els anys 50 del segle xx.
Durant la seva carrera esportiva va prendre part en dos Jocs Olímpics.
El 1952 a Hèlsinki va guanyar dues medalles de plata, una en la prova de tàndem, fent parella amb Raymond Robinson i l'altra en persecució per equips, fent equip amb Alfred Swift, George Estman i Robert Fowler.
El 1956 a Melbourne disputà les proves de tàndem i velocitat individual, sent eliminat en ambdues a quarts de final.